# لويس بليسينج
لويس بليسينج (بالإنجليزية: Louis Blessing)‏ هو سياسي أمريكي، ولد في 11 نوفمبر 1980. نشط حزبياً في الحزب الجمهوري. وقد انتخب عضو مجلس نواب أوهايو.

## وصلات خارجية
- الموقع الرسمي